# Casemiro Mior
Casemiro Mior (Serafina Corrêa, 7 de janeiro de 1958) é um ex-treinador e ex-futebolista brasileiro que atuava como lateral-esquerdo.
É tio do meia João Paulo, que atua no Seattle Sounders e surgiu na base do Internacional.

## Carreira

### Como jogador
Integrou, como lateral-esquerdo, o elenco do Grêmio campeão mundial de clubes de 1983.
Curiosamente, também jogou no Internacional, sendo um dos personagens do famoso Grenal do século, em 12 de fevereiro de 1989, ao ser expulso no primeiro tempo do jogo, quando a vantagem era do Grêmio, que sofreria a virada com Nilson no segundo tempo.

### Como auxiliar-técnico
Casemiro Mior atuou como auxiliar-técnico do Internacional entre 1991 e 1993. Nesse período, trabalhou com os treinadores Cláudio Duarte, Antônio Lopes e Paulo Roberto Falcão.

### Como treinador
Após dirigir a Inter de Limeira em 1990, Casemiro Mior atuou grande parte da carreira como técnico em clubes dos três estados da Região Sul do Brasil (Paraná, Santa Catarina e Rio Grande do Sul).
Em Hong Kong, onde treinou a Seleção local e os clubes Eastern e South China, foi eleito três vezes o melhor treinador do ano no Campeonato de Hong Kong (2000, 2002 e 2007).
Destacou-se também em Portugal, comandando o Nacional. Em 2004 levou a equipe da Madeira ao quarto lugar na Primeira Liga, a melhor classificação da história do clube, e a uma vaga inédita na Copa da UEFA.
Já em 2005, comandou o Atlético Paranaense.
No início da temporada 2008–09 assumiu o comando do Belenenses, tendo no entanto apenas ficado até à quinta rodada da Primeira Liga, por falta de resultados positivos.
De volta ao Brasil, dirigiu o Fortaleza por apenas 56 dias e 12 jogos, sendo demitido em 20 de fevereiro de 2009.
Trabalhou no Ypiranga de Erechim de 22 de outubro de 2009 a 26 fevereiro de 2010, quando foi demitido após uma campanha ruim no Campeonato Gaúcho e na Copa do Brasil.
Comandou as categoria de base do Al-Jazira, dos Emirados Árabes Unidos, nos anos de 2012 e 2013. Seu último trabalho como treinador foi no South China, de Hong Kong, entre 2015 e 2016.

## Títulos

### Como jogador
Grêmio
- Copa Intercontinental: 1983
- Copa Libertadores da América: 1983
- Campeonato Brasileiro: 1981
- Campeonato Gaúcho: 1979, 1980, 1985, 1986 e 1987

### Como auxiliar-técnico
Internacional
- Copa do Brasil: 1992
- Campeonato Gaúcho: 1991 e 1992

### Como treinador
South China
- Liga da Primeira Divisão de Hong Kong: 1999–00 e 2006–07
- Protetor Sênior de Hong Kong: 1998–99, 1999–2000, 2001–02 e 2006–07
- Copa FA de Hong Kong: 2006–07